# Finanzamt Straubing
Das Finanzamt Straubing ist eine örtliche Behörde der Finanzverwaltung in Bayern und das Finanzamt der Stadt Straubing. Es untersteht dem Bayerischen Landesamt für Steuern in München und hat die Bundesfinanzamtsnummer 9162. Das Finanzamt Straubing ist im Herzogsschloss Straubing im Nordosten der Neustadt untergebracht.
Der Zuständigkeitsbereich des Finanzamts umfasst die Gemeinden Aholfing, Aiterhofen, Ascha, Atting, Bogen, Falkenfels, Feldkirchen, Geiselhöring, Haibach, Haselbach, Höhenstein, Hunderdorf, Irlbach, Kirchroth, Konzell, Laberweinting, Leiblfing, Loitzendorf, Mallersdorf-Pfaffenberg, Mariaposching, Mitterfels, Neukirchen, Niederwinkling, Oberlindberg, Oberschneiding, Parkstetten, Perasdorf, Perkam, Rain, Rattenberg, Rattiszell, Salching, Sankt Englmar, Schwarzach, Stallwang, Steinach, Straßkirchen, Straubing, Wiesenfelden und Windberg.

## Geschichte
Bis zur Abgabenreform durch den bayerischen Minister Graf von Montgelas 1802 existierte ein System der zweigeteilten Finanzverwaltung. Grundabgaben wurden in den herzoglichen, adeligen oder klösterlichen Kastenhöfen, Landssteuern in den Landschaftssteuerämtern erhoben. Die Abschaffung der geistlichen und später adeligen Grundherrschaften unter Montgelas leitete auch die Bauernbefreiung ein.
Eine Verordnung vom 24. März 1802 schuf Rentämter neuen Rechts zur Finanzierung des staatlichen und königlichen Finanzbedarfs. Hierdurch wurde das 1507 gegründete Rentamt Straubing eine reine Finanzbehörde und somit Vorläufer des heutigen Finanzamts. 1919 wurde das „Rentamt“ als Landesbehörde in „Finanzamt“ umbenannt und dem Deutschen Reich unterstellt. Nach dem Zweiten Weltkrieg wurden die Finanzämter wiederum Landesbehörden.
Mit der Auflösung des Finanzamts Mitterfels 1932 im Rahmen einer Verwaltungsreform fiel dessen Erhebungsgebiet an das Finanzamt Straubing. Eine Gebietsreform 1973 führte zur Auflösung des Finanzamts Mallersdorff, dessen Erhebungsgebiet größtenteils dem Finanzamts Straubing zugeordnet wurde.

## Gebäude

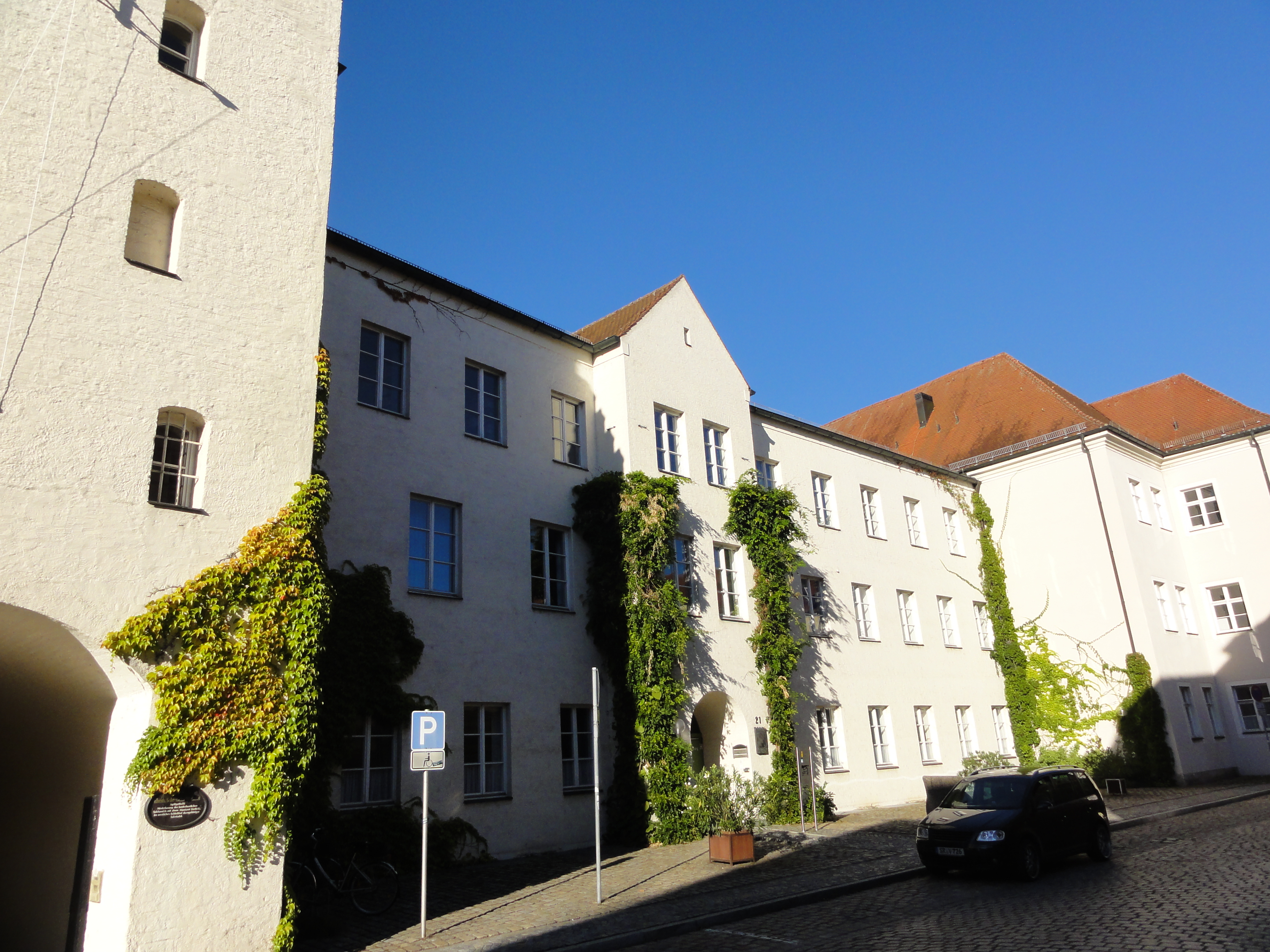
Finanzamt Straubing im Herzogsschloss

Das Residenzschloss von 1356 beherbergte ab Fertigstellung zahlreiche Regierungs- und Verwaltungsämter. So dienten die der Stadt zugewandten Süd- und Osttrakte der Abgabenerhebung im herzoglichen Kastenamt und im Rentmeisteramt.
Das Königlich Bayerische Rentamt Straubing bezog 1802 die Räume des ehemaligen Regierungsgebäudes in der westlichen Schlosserweiterung am Rentamtsberg. Der ursprünglich spätgotische Verwaltungsbau war zu Regierungszeiten 1738 entkernt worden und erhielt eine Rokoko-Fassade von den Münchener Hofbaumeistern Effner und Gunetzrhainer.
Wegen des Aufgabenzuwachses entstand 1977–1981 ein Neubau unter Einbeziehung des alten Landratsamtes. 1990–1995 wurden der spätgotische Süd- und Ostflügel des Herzogsschlosses, einst herzogliches Rentmeisteramt und Kastenamt, zur Nutzung durch das Finanzamt umgebaut.